# Richard le Scrope
Richard le Scrope (* 1350; † 8. Juni 1405 in York) war ein englischer Kirchenfürst.

## Herkunft und Familie
Richard le Scrope entstammte einer alten anglo-normannischen Adelsfamilie. Er wurde 1350 als vierter Sohn des Henry le Scrope, 1. Baron Scrope of Masham, und dessen Ehefrau Joan geboren. Außerdem war er der Onkel des Henry Scrope, 3. Baron Scrope of Masham, der später wegen Hochverrats hingerichtet wurde.

## Berufliche Ausbildung
Richard le Scrope studierte in Oxford die freien Künste und dann in Cambridge Rechtswissenschaft. Im Jahre 1375 war er bereits Lizenziat der Rechte. Seit 1375 war er in der Kanzlei des Bischofs von Ely beschäftigt, noch im gleichen Jahr wurde er zum Verwalter der Kapelle des dem John of Gaunt gehörenden Tickhill Castle ernannt. Schließlich wurde er 1378 Kanzler der Universität Cambridge, an der er 1386 zum Doktor beider Rechte promoviert wurde.

## Geistliche Karriere
Nachdem er bereits 1377 zum Priester geweiht worden war, ging er 1382 nach Rom. Wahrscheinlich wurde er dort 1383 durch päpstliche Bulle zum Dekan (dean) von Chichester ernannt. Er blieb aber in Rom und wurde 1386 päpstlicher Notar. Noch im selben Jahr weihte ihn Papst Urban VI. zum Bischof von Coventry und Lichfield. 1387 übernahm er, nach England zurückgekehrt, sein Bistum in Gegenwart des Königs Richard II. 1392 unternahm er eine Missionsreise nach Schottland, um den Glauben der Schotten zu überprüfen und zu festigen.
1397 schickte ihn König Richard II. nach Rom, damit er dort das Anliegen des Königs, den König Eduard II. heiligzusprechen, persönlich vorbringen und unterstützen konnte. Obwohl er mit seiner Mission keinen Erfolg hatte, blieb er in der Gunst des Königs, denn dieser beantragte beim päpstlichen Stuhl, Richard le Scrope den vakanten Stuhl des Erzbischofs von York zu übertragen. Obwohl das Domkapitel einen anderen Kandidaten vorgeschlagen hatte, erhob der Papst Richard le Scrope am 2. Juni 1398 zum Erzbischof von York.
Nach der Machtergreifung Heinrichs IV. 1399 gehörte Richard le Scrope zu der Kommission, die Richard II. am 29. September 1399 im Tower of London aufsuchte und den alten König zur Abdankung veranlasste. Zusammen mit dem Erzbischof von Canterbury inthronisierte er danach den neuen König.

## Rebellion der Familie Percy gegen Heinrich IV.
Bei der Rebellion nordenglischer Lords unter Führung der Familie Percy, mit der Richard le Scrope verwandt war, spielte er eine undurchsichtige Rolle. Er unterstützte insgeheim die Percys, ohne offen an der Rebellion teilzunehmen. Aber er übernahm etliche Forderungen der Rebellen und veröffentlichte sie in einem Manifest, das er in seiner Kathedrale und in anderen Kirchen anschlagen ließ. Diese Kirchenanschläge führten dazu, dass sich die Bürger von York erhoben. Der Erzbischof ermutigte sie, auf ihren Forderungen zu bestehen und sich zu bewaffnen. Der Befehlshaber der königlichen Truppen, der Earl of Westmorland, wagte es nicht, die zahlenmäßig überlegene Bürgerwehr anzugreifen. Er las das Manifest und erklärte dann, er wolle keinen Krieg, und schlug eine Aussprache über die Forderungen der Bürger vor. Richard le Scrope nahm den Vorschlag an. In der Aussprache erklärte sich Westmorland mit den Forderungen einverstanden und bot an, sie dem König zu unterbreiten. Dann tranken beide gemeinsam auf das Ergebnis der Aussprache, und die Bürgertruppen zerstreuten sich daraufhin. Nach Abzug der Bürgerwehr verhaftete Westmorland dann den gutgläubigen Erzbischof und überführte ihn nach Pontefract.

## Prozess und Hinrichtung Richard le Scropes
In der königlichen Burg in Pontefract verlangte Richard le Scrope eine Unterredung mit dem König, die dieser jedoch verweigerte. Heinrich IV. setzte eine Untersuchungskommission ein, die die verräterischen Umtriebe des Erzbischofs untersuchen sollte. Die Kommission sprach Richard le Scrope des Hochverrats schuldig und verurteilte ihn zum Tode.
Der Erzbischof bat Gott vor seiner Hinrichtung, es dem Henker nicht zu vergelten und den Henker, ihm mit fünf Streichen das Haupt abzuschlagen im Gedenken an die fünf geheiligten Wunden Christi. Die Hinrichtung mit dem Beil wurde am 8. Juni 1405 vor der Stadt York mit fünf Streichen vollzogen. Richard le Scrope wurde im York Minster begraben.